# Mount Lloyd Jones
Der Mount Lloyd Jones ist ein 982 Meter hoher Berg im Süden des australischen Bundesstaates Tasmanien.
Er liegt am Südostende der Frankland Range über dem Lake Pedder, westlich des Gebirgszuges, der am Terminal Peak zum Lake Pedder führt, und südwestlich schließt der Secheron Peak an.
Der Mount Lloyd Jones wurde nach dem australischen Flugpionier und Abenteurer Lloyd Lindsay Jones (1916–2004) benannt.